# Гнатів Микола-Ярослав Миколайович

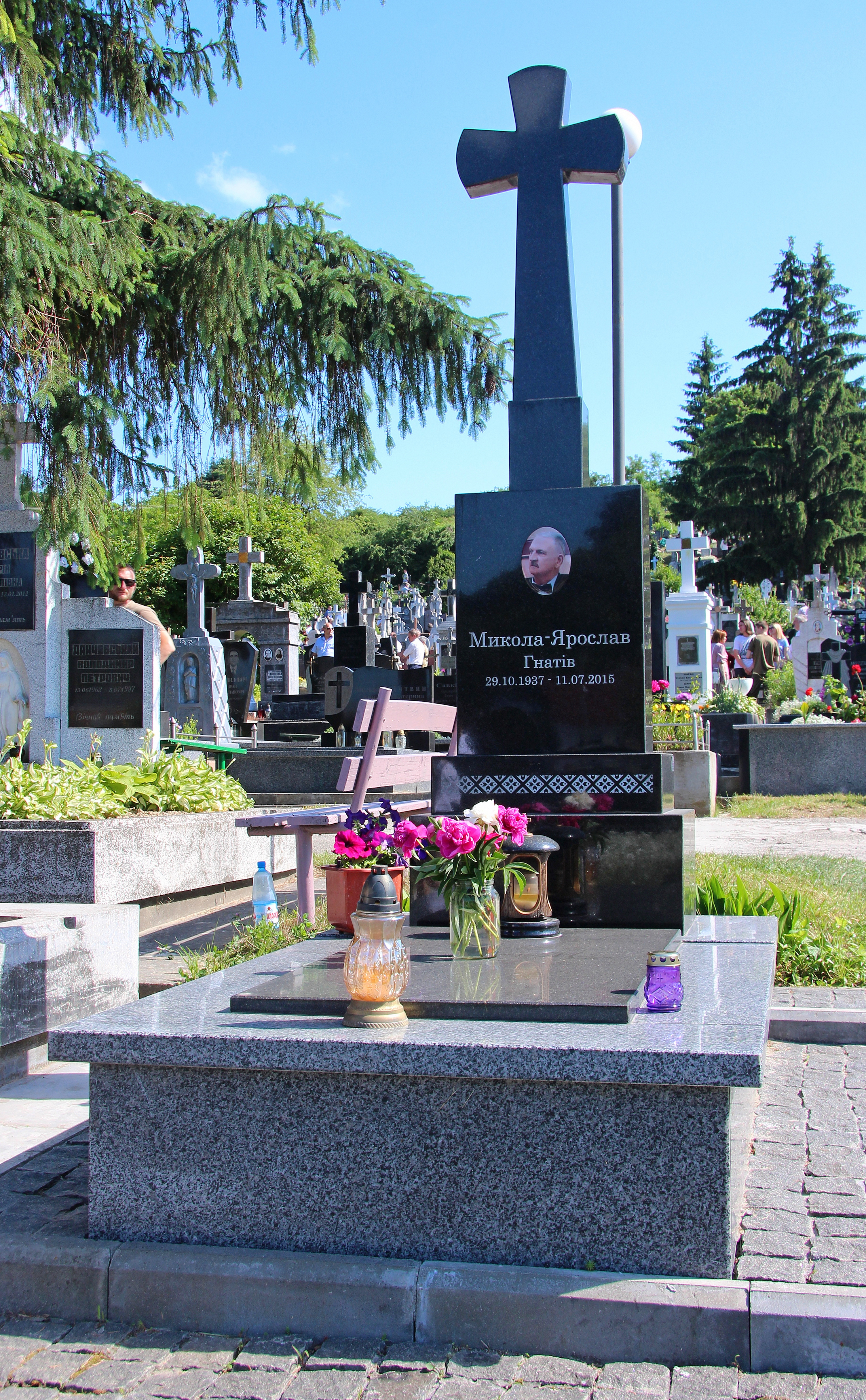
Могила Миколи-Ярослава Гнатіва

Мико́ла-Яросла́в Микола́йович Гна́тів (псевдоніми: Сергій Ярошинський, Ярослав Миколович, В.Столецький, Пан Никтарський; нар. 29 жовтня 1937, Миколаїв, Львівська область — пом. 11 липня 2015 , Львів) — український фахівець з інформатики, письменник (прозаїк), історик, літературознавець, краєзнавець, громадський і політичний діяч. У широких колах львів'ян був знаний як «Ярко» чи «Миколович» . Член Національної Спілки письменників України (1997). Доцент кафедри електронних обчислювальних машин  НУ «Львівська політехніка» . Лауреат Шевченківської премії (2011).

## Життєпис

### Походження
Син корінних миколаївських міщан Марії Гнатівни Старовецької і Миколи Миколовича Гнатіва.
За його ж свідченням, «родина Гнатівих – корінні копачі, вперше зафіксовані в джерелах в т. з. “Дезидератах вільності”, які підписали 16 травня 1616 року 247 міщан, протестуючи проти свавілля старостинської адміністрації і попрання прав міщан Миколаєва. Гнатіви належали до цеху шевців, представники цієї родини дали кілька поколінь знаних майстрів» .
Народився у Миколаєві над Дністром (тепер Львівська область). 
Після закінчення Миколаївської середньої школи №1 у 1954 році вступив до Львівського політехнічного інституту, з якого 1956 року був виключений «за поступок, позорящий звание советского студента»(що ганьбить ім'я радянського студента), і скерований на «перевиховання» до війська. Після служби у війську (1956–1959) закінчив Львівський політехнічний інститут (грудень 1964) і отримав роботу у цьому ж навчальному закладі. Працював на різних посадах — від асистента до старшого наукового співробітника та доцента кафедри «Автоматизовані системи управління».
Кінець 1980-х рр. — належав до середовища самвидавчого альманаху "Євшан-зілля".
Був одним із провідних діячів відродження громадського і політичного життя у Львові в кінці 1980-х — на початку 1990-х років. Депутат Львівської обласної ради перших двох демократичних скликань (1990–1998), член обласного виконавчого комітету (1991–1992), голова Фонду майна Львівської обласної ради (1992–1996), перший заступник голови обласної ради (1997–1998). Був редактором і видавцем (1992–1995) «Інформаційного бюлетеня з приватизації комунальної власності області», у якому опублікував цикл статей та нарисів з питань управління майном та його приватизації. У 1992 році очолював діловий комітет, який займався перенесенням останків Патріарха Иосифа Сліпого з Риму до Львова. Член-засновник Клюбу української греко-католицької інтелігенції у Львові (1990).
З 2000  або 2001  року — президент "Академічної Академії".
Помер 11 липня 2015 року. Похований на цвинтарі у м. Миколаїв .

### Сім'я
Дружина Юліана Устиянович, дочка Наталка й онук Теодор Рожанківський.

## Внесок у літературу і науку
Ярослав Гнатів є автором понад 100 наукових праць з інформатики, зокрема в області обробки зорових та слухових зображень, має 10 авторських свідоцтв на винаходи (нагороджений Знаком «Изобретатель СССР»).
Як літератор уперше виступив (на запрошення Романа Федоріва) у журналі «Жовтень» №7 за 1977 рік із публікацією «Червоні коні» (повість-есе). Згодом друкував свої твори у журналах «Дзвін» (Львів), «Всесвіт» (Київ), «Київська церква» (Київ-Львів), в альманасі «Молодий буковинець» (Чернівці), у часописах «Ленінська молодь» (згодом «Молода Галичина»), «Віра батьків», «Мета», «Шлях перемоги» тощо. У часи цензурних обмежень його літературні праці публікувались у часописах «Наше слово» (Варшава), «Гомін України» (Монреаль, Канада) та самвидавчому альманасі «Євшан-зілля», де вів рубрику «Весела гласність», під псевдонімами «Ярослав Николович», «Василь Столецький», «Сергій Ярошевський», «Пан Нектарський».

### Книги
- «Віра Батьків»,
- «Кам'яна Господиня»,
- «Коли прокидається Лицар»,
- «Біля паплі»,
- «Стрільбицькі князі» [Архівовано 2 листопада 2013 у Wayback Machine.],
- «Закувала зозуленька ой під Чернелицев»,
- «Між вогнями. Микола Устиянович»,
- «Іван Франко» (10-томний біографічний цикл) (останні два — у співавторстві з Р.Гораком).

### Друковані праці
- «Червоні коні. Історія забутого промислу в Миколаєві над Дністром», нарис / Микола Гнатів // Жовтень, 1977, № 8 (про історію гончарства в Миколаєві-Дністровському)[7]
- «Свято у „Наддністрянських Афінах“» / Ярослав Миколович // «Наше слово», 8 лютого 1987 (про 175-ліття Миколи Устияновича)
- «Екслібрис для Едуарда Моніка» / Ярослав Миколович // «Наше слово», 23 серпня 1987 (про виставку «Іван Франко в екслібрисі»)
- «Віра Батьків» (про долю Греко-Католицької Церкви та її митрополита Андрея Шептицького в часи Першої світової війни).
  - Перше видання: «Віра Батьків» / Сергій Ярошинський // Євшан-зілля, тт. 3, 4
  - Друге видання: «Віра Батьків». — Рим, 1990.
  - Третє видання: «Віра Батьків». — Л.: Апріорі, 2012
- Про польові квіти й національну символіку / В.Столецький // Дзвін. — 01/1990. — № 1.
- Терновий вінок із Домб'є. / В.Столецький // Дзвін. — 04/1990. — № 4. — С. 75-81.
- Пан Никтарський. Перша демократична сесія Лепільської сільради [Архівовано 29 вересня 2014 у Wayback Machine.]. — Бібліотечка «Поступу», 1990 (гумористичний нарис, самвидав)
- Ярослав Гнатів. Кам'яна господиня. — Клюб Української католицької інтелігенції. / Л.: Місіонер, 2001 (перша книжка «миколаївського циклу»; складається з 4 розділів, присвячених дитячим рокам мистецтвознавця й письменника Миколи Голубця, художникові Петрові Холодному-старшому, довголітньому парохові Миколаєва отцеві Володимирові Федусевичу, родоводу Шухевичів)
- Ярослав Николович. Коли прокидається лицар. — Львів, 2006 (про життя поліконфесійних і полірелігійних родин Миколаєва упродовж 400 років, про різноманітні перипетії, що відбувалися в рідному для автора місті).
- Ярослав Миколович. Стрільбицькі князі. — Л.: Манускрипт, 2009 (розповідь про життя кількох «князівських» родин зі села Стрільбичі; згідно з «волоським правом» «князями» називали голів громад)
- Пан Никтарський. Нектар-зілля, або Перша Демократична… — Л.: 2010 (гумористичні спогади про першу сесію Львівської обласної ради першого демократичного скликання)
- Ярослав Гнатів-Николович. Біля паплі. — Л.: Апріорі, 2011. — 388 с. [Архівовано 13 липня 2015 у Wayback Machine.] (складається із двох розділів — цикл новел «Біля паплі» та «Говиковичі» — своєрідна хроніка родини, тісно пов'язаної з Миколаєвом).
- Ярослав Николович. «Закувала зозуленька ой під Чернелицев». — Л.: Апріорі, 2013. — 436 с. (історія містечка Чернелиця)[3].

#### У співавторстві з Романом Гораком
- десятитомник «Іван Франко» (Шевченківська премія 2011 року)
  - книга перша «Рід Якова» (2000)
  - книга друга «Цілком нормальна школа» (2001)
  - книга третя «Гімназія» (2002)
  - книга четверта «Університет» (2004)
  - книга п'ята «Не пора!» (2005)
  - книга шоста «В поті чола» (2005)
  - книга сьома «Протистояння» (2006)
  - книга восьма «Роки страждань» (2007)
  - книга дев'ята «Катастрофа» (2008)
  - книга десята «Quo tendis» (2009, у двох частинах — «Відхід» і «У притворі вічності»).
- Нестаничі, Шашкевича, 43 // Жовтень, 1984, № 1 (про перебування Маркіяна Шашкевича в селі Нестаничі)
- Запросини на жентицю // Жовтень, 1984, № 5 (про перипетії довкола встановлення авторства листа до Маркіяна Шашкевича від 10 травня 1839; автори спростовують усталене доти авторство цього листа, приписуване Миколі Устияновичу, а встановлюють справжнього автора — Маркіянового брата Миколу).
- Там, де народилася «Читанка» // Жовтень, 1986, № 9 (до 175-річчя від дня народження Маркіяна Шашкевича; встановлено точну адресу будинку на вул. Коперника, 27 у Львові, у якому М.Шашкевич жив у 1824—1825 і 1830—1831 рр. і створив свою «Читанку»).
- [Архівовано 4 квітня 2015 у Wayback Machine.].
- Чому «Русалка Дністровая» народилася на берегах Дунаю? // Всесвіт, 1988, № 12 (про історію видання першого українського альманаху)

## Нагороди
- Нагороджений орденом «За заслуги» III ступеня.
- Лауреат Шевченківської премії (2011).
- Лауреат премії з номінації «Літературознавство, сучасна літературна критика та переклади» імені Михайла Возняка.

## Про нього
- Ярослав Пришляк. Видатні особистості Миколаївщини. — Монреаль, 1998.
- Степан Кость. «Кам'яна Господиня» буде стояти. // Збірник праць кафедри української преси. Випуск 4-6. Видавничий центр ЛНУ, 2001).
- Ярослав Лялька, Павло Романюк. Літопис нескореної України. Книга 3. — Л.: Каменяр, 2002.
- «Нові імена. Львівщина та львів'яни». Історико-біографічний енциклопедичний довідник. — Л.: РГ «Віка», 2004.
- Літературна Львівщина. Хрестоматія для вивчення літератури рідного краю. — Л.: Камула, 2004.
- Іван Лучук. Ярослав Гнатів – колоритний персонаж львівського пейзажу // zaxid.net. 22.10.2012 [Архівовано 13 липня 2015 у Wayback Machine.]
- Іван Лучук. Незабутній пан Никтарський. Світлій пам’яті Ярослава Гнатіва // Zbruch, 12.07.2015 [Архівовано 14 липня 2015 у Wayback Machine.]
- Мирослав Ґудз. In memorium. Ярко зблизька. // Zbruch, 19.08.2015 [Архівовано 17 листопада 2016 у Wayback Machine.]
- Юрій Винничук. Кнайпи львівської богеми – 2 // Zbruch, 24.07.2016 [Архівовано 27 липня 2016 у Wayback Machine.]
- Детальна інформація // Миколаїв над Дністром [Архівовано 13 липня 2015 у Wayback Machine.]
- Рецензії на твори — у часописах «Поступ», «Високий Замок», «Львівська газета», «Просвіта», «Основа» тощо.